# Arte sureño andaluz

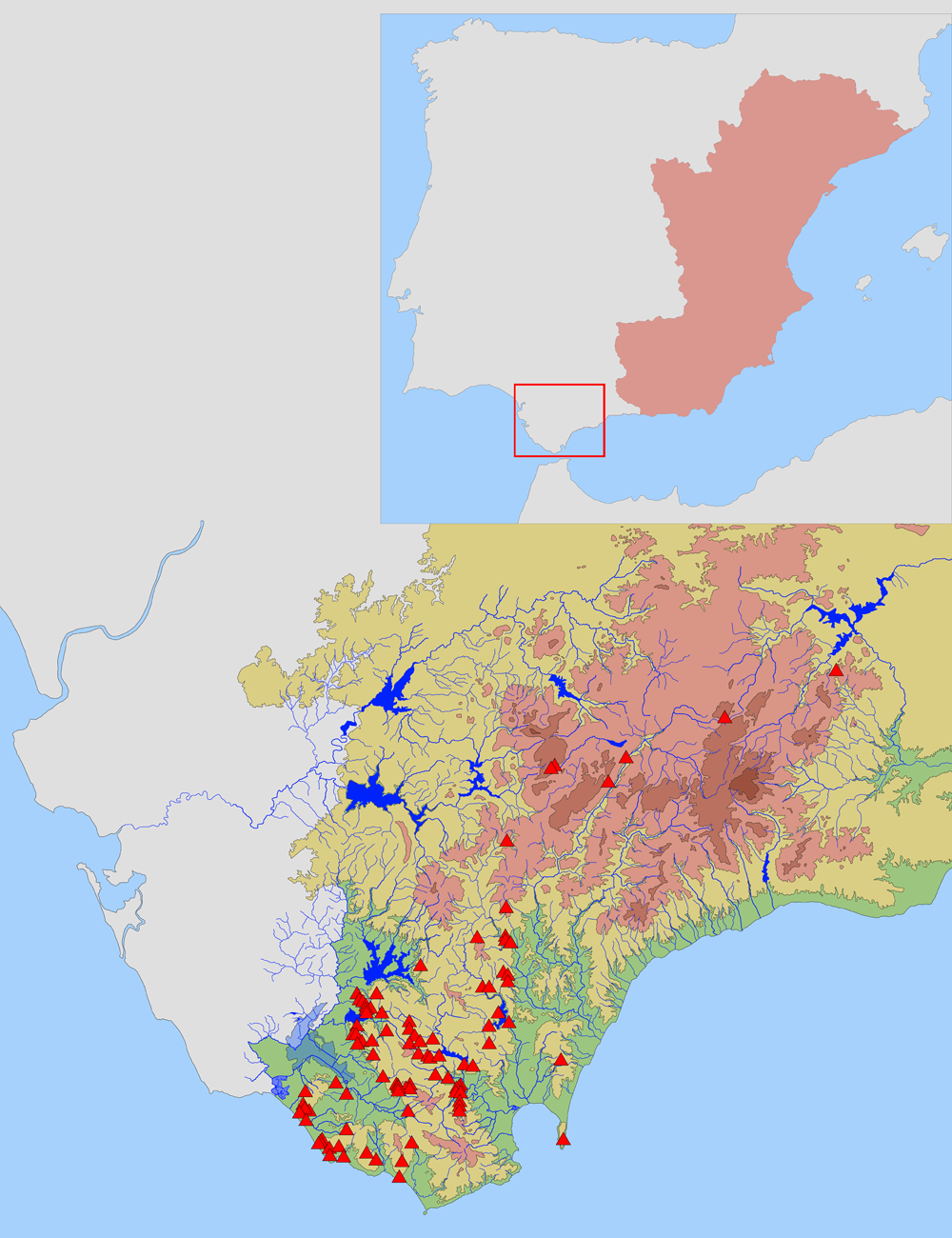
Mapa indicativo de los principales abrigos y localización (en rojo) en relación con el arte rupestre del arco mediterráneo en la península ibérica (en rosa).

El término arte sureño andaluz, conocido también como arte rupestre del extremo sur de la península ibérica, se refiere al arte rupestre existente fundamentalmente en la provincia andaluza de Cádiz, así como en la de Málaga.
Se trata de más de 180 cuevas y abrigos en los que existen representaciones prehistóricas en forma de pinturas y grabados. En la Cueva de Nerja situada en la localidad de Maro, municipio de Nerja (Málaga), han sido datadas unas pinturas de focas que podrían ser la primera obra de arte conocida de la historia de la humanidad, con 42 000 años de antigüedad, según sus descubridores, aunque dataciones posteriores las sitúan entre 18 y 20 mil años de antigüedad, algo anteriores a los bisontes de Altamira. Otras manifestaciones parietales de estas cuevas son postpaleolíticas (Neolítico, Calcolítico, Edad del Bronce, Edad del Hierro). Dentro del conjunto destaca el término municipal de Tarifa (provincia de Cádiz) con más de medio centenar de cuevas y abrigos de todas las épocas prehistóricas.
La importancia de este arte rupestre reside en el hecho de que aquí existen manifestaciones prehistóricas realizadas en un periodo que duró casi 20 000 años, que permiten contemplar los cambios de estilos, técnicas, evoluciones e influencias culturales que tuvieron lugar durante tan dilatado espacio de tiempo.

## Obras destacadas
Destacan:
- Cueva de Nerja (Maro, Málaga). Pintura de focas de 18 000 años, además de otras pinturas y grabados posteriores;
- Cueva del Moro (Tarifa). Paleolítico (antigüedad: 20 000 años). Destacan: Grabados de caballos.
- Cueva del Tajo de las Figuras (Benalup). Neolítico. Destacan: Pinturas rupestres de aves.
- Cueva de Bacinete (Los Barrios). Edad del Bronce. Destacan: Zoomorfos y antropomorfos.
- Cueva de la Laja Alta (Jimena de la Frontera). Arte protohistórico. Destacan: Pinturas rupestres de barcos.

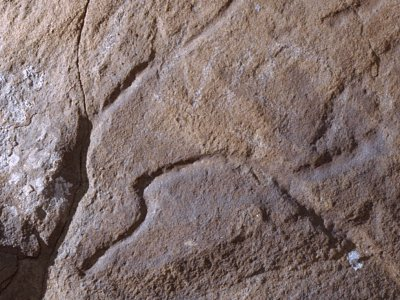
Cueva del Moro.
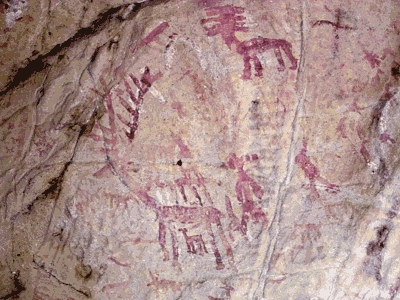
Tajo de las Figuras.
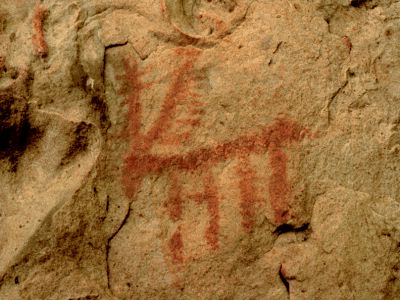
Cueva de Bacinete.
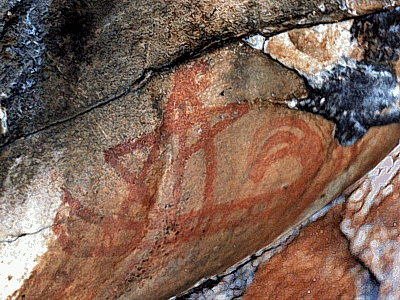
Cueva de la Laja Alta.

## Soporte rocoso de las pinturas y grabados

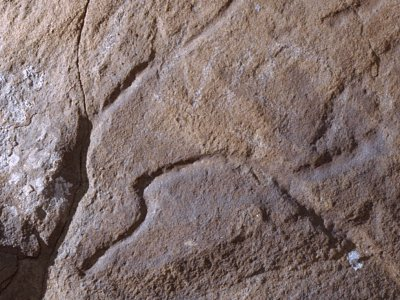
Grabado paleolítico: Cabeza de un caballo (Cueva del Moro, Tarifa).

El soporte físico de las manifestaciones rupestres del sur de la provincia de Cádiz está constituido predominantemente por areniscas silíceas (Areniscas del Aljibe). Estas rocas sedimentarias, que están compuestas por arenas finas y granos de cuarzo más o menos gruesos, se caracterizan por la ausencia de caliza. La cementación en general es silícea (silicatos deleznables), observándose también algunas de óxidos de hierro.
Los abrigos de estas sierras están formados principalmente por el efecto de la erosión y la corrosión. Estos procesos de naturaleza física y química son el resultado de varios factores (agua, viento, calor, frío, vida animal y vegetal, procesos tectónicos, etc.) y son los predominantes en la génesis de estas cavidades. Destaca sobre todo la abrasión eólica debido al fuerte viento de levante que se produce en los alrededores del estrecho de Gibraltar bajo situaciones anticiclónicas.
En regiones de formación caliza y lluvias abundantes se puede encontrar otro tipo de cuevas: las cuevas de disolución. El dióxido de carbono disuelto en el agua y ácidos derivados de los componentes orgánicos del terreno disuelven lentamente la piedra caliza, formando con el tiempo cavidades subterráneas.

## Protección
La figura de Lothar Bergmann fue clave para registrar formalmente el arte sureño en los años 90.
El 25 de abril de 2001, la Mancomunidad de Municipios del Campo de Gibraltar aprobó la solicitud, dirigida a las autoridades competentes, de instar la inclusión en la lista del Patrimonio de la Humanidad de la Unesco de las manifestaciones de arte rupestre localizadas en las Comarcas del Campo de Gibraltar, de La Janda y zonas limítrofes, según aparecen detalladas en el estudio remitido por Asociación Gaditana para el Estudio y la Defensa del Patrimonio Arqueológico (AGEDPA), de forma que se ampliase el ámbito del conjunto, ya declarado Patrimonio de la Humanidad, Arte Rupestre del Arco Mediterráneo de la península ibérica. Se aprobó "trasladar el contenido de este Acuerdo a todos los Ayuntamientos de la Comarca para que apoyen esta iniciativa, así como a las distintas Administraciones Públicas que resulten competentes para respaldar esta petición y cumplimentar su solicitud formal ante la UNESCO". También la comisión de gobierno de la Mancomunidad de Municipios de la comarca de La Janda acordó, en su reunión del 20 de noviembre de 2003, adherirse a la propuesta. 
La Comisión de Cultura del Parlamento de Andalucía aprobó el 25 de mayo de 2006 por unanimidad con los votos de todos los grupos parlamentarios la Proposición no de Ley 7-06/PNLC-000109, relativa al arte rupestre en Cádiz y Málaga, a fin de instar a la Junta de Andalucía a que iniciase ante las autoridades del Ministerio de Cultura español los trámites para incorporar el arte rupestre de las citadas provincias a la lista del Patrimonio de la Humanidad de UNESCO como parte del Arte Rupestre del Arco Mediterráneo de la península ibérica. El primer trámite debería ser la inclusión en la Lista Indicativa de Candidaturas Españolas, siempre teniendo en cuenta que sólo es posible proponer a UNESCO un conjunto por año.
No obstante, actualmente se siguen produciendo vandalismos, más acuciados por la seca a la que se ve sometida la zona (especialmente en Parque de Los Alcornocales).